# Nocthadena griseoviridis
Nocthadena griseoviridis är en fjärilsart som beskrevs av François Louis Nompar de Caumont de Laporte 1976. Nocthadena griseoviridis ingår i släktet Nocthadena och familjen nattflyn. Inga underarter finns listade i Catalogue of Life.